# Jozefina Topalli

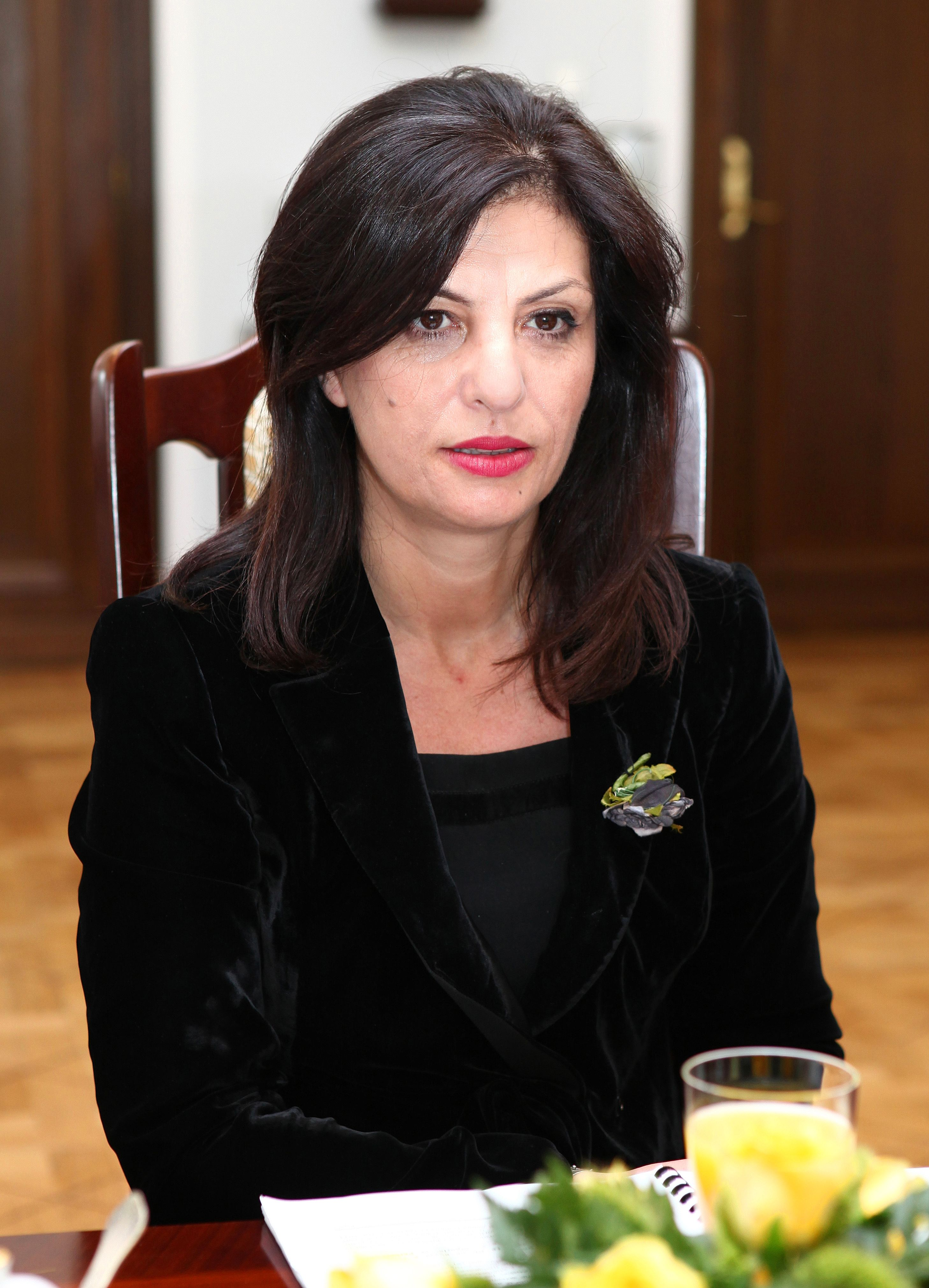
Jozefina Topalli (2011)

Jozefina Çoba Topalli (* 26. November 1963 in Shkodra) ist eine albanische Politikerin (PD). Zwischen 2005 und 2013 bekleidete sie das Amt der Präsidentin des Kuvendi i Shqipërisë.

## Leben
Nach dem Schulbesuch studierte sie Mathematik und Rechtswissenschaft an der Luigj-Gurakuqi-Universität in ihrer Geburtsstadt Shkodra. Danach absolvierte sie ein Studium in internationale Beziehungen an der Universität Padua in Italien und erwarb darüber hinaus einen akademischen Grad für öffentliche Verwaltung an der Universität Tirana. Im Anschluss war sie Mitarbeiterin in der Handelskammer der Stadtverwaltung von Shkodra, ehe sie von 1995 bis 1996 Kanzlerin für Pädagogik der Luigj-Gurakuqi-Universität war.
1996 begann sie ihre politische Laufbahn mit der Wahl zur Abgeordneten im Parlament, in dem sie seither die Interessen der Demokratischen Partei (PD) vertritt. Zunächst war sie zwischen 1996 und 1997 Vorsitzende des Rechtsausschusses des Parlaments und dann von 1997 bis 2005 Vizepräsidentin des Parlaments. Daneben ist sie seit 1997 auch Vizevorsitzende der PD.
Seit 2002 ist sie außerdem Mitglied der Parlamentarischen Versammlung des Europarates und dort Mitglied des Ausschusses für Soziale Angelegenheiten, Gesundheit und Familien sowie Vizepräsidentin des Ausschusses für Frauen. Während der Präsidentschaftswahlen in der Ukraine 2004 war sie dort im Auftrag des Europarates als Wahlbeobachterin tätig.
Zwischen dem 3. September 2005 und dem 9. September 2013 war sie Präsidentin des Parlaments; nach den Parlamentswahlen 2009 wurde sie im Amt bestätigt. Ihr Nachfolger in dieser Funktion war von 2013 bis 2017 Ilir Meta (LSI).

## Ehrungen
- Ehrenbürgerschaft des Stadtbezirkes Čair von Skopje, Nordmazedonien (2012)